# ペイブウェイ

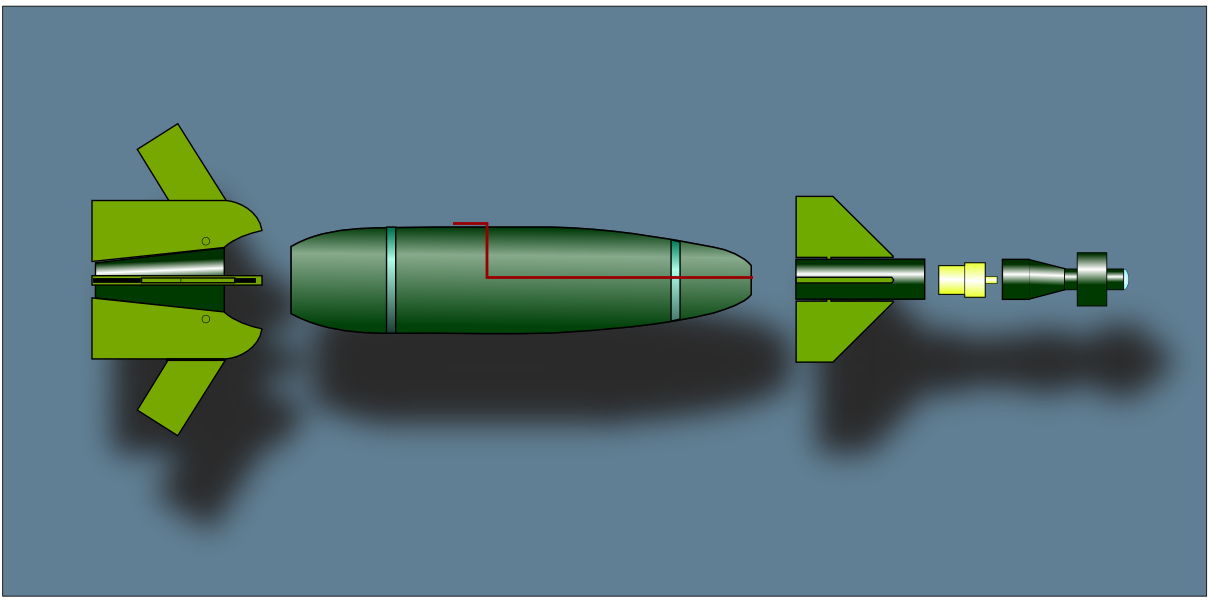
ペイブウェイの構成概略
図中央の葉巻型部分が基本となる弾体であり、この前後に誘導部が取り付けられる
先端部にセミアクティブ・レーザー・シーカー（索敵装置）の窓が位置する。先端部分には、シーカーの他にもINSや電池、カナード翼などの操向機構、ペイブウェイIVでは爆発高度センサーなどが内蔵される。黄色で示したのが2組備わるGPS受信機で、その後ろに操向用カナード翼が位置する。弾体上を這う赤で示した線は、搭載母機からINSの位置・速度・方向情報とGPSの目標座標などを読み込むための通信路である。後端部には展張式の安定翼が付く
"エンハンスト・ペイブウェイII"の例で示した

ペイブウェイ（Paveway）は、アメリカ合衆国製の航空爆弾の名称である。
Pavewayとは、英語で「舗装道路」を意味する単語だが、"PAVE"とは「Precision Avionics Vectoring Equipment（精密航空電子誘導装備）」の略号で、アメリカ空軍において開発された電子装備のシステム名称である。

## 概要

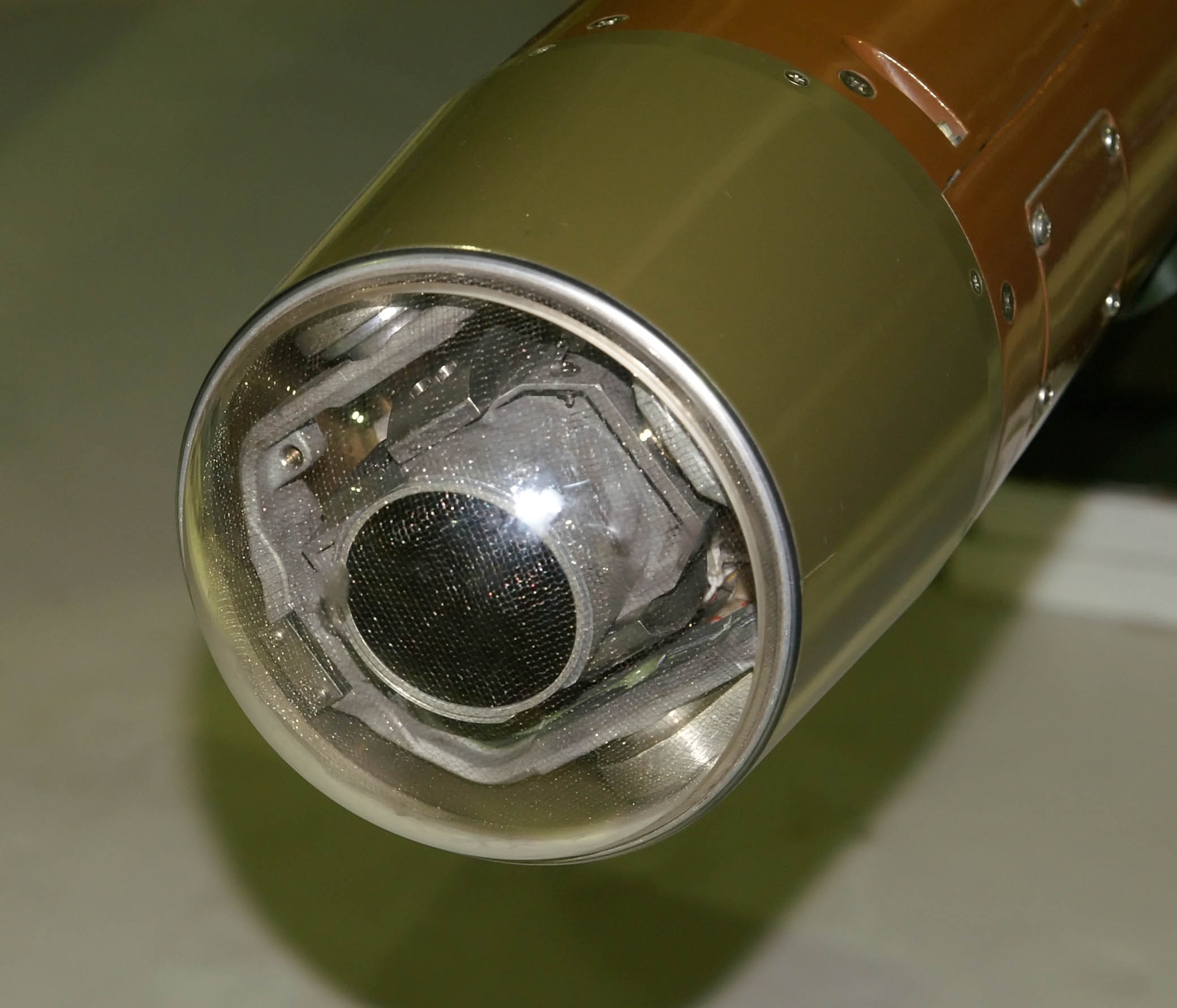
ペイブウェイIIIのシーカーヘッド （ロンドン、ヘンドンのイギリス空軍博物館において）

航空機搭載型の精密誘導爆弾としては最も多く生産された代表的な「スマート爆弾」であり、初期型以降も誘導精度の向上などいくつもの新たなシリーズが開発された。
当初は、米テキサス・インスツルメンツ社が最初のシリーズである「ペイブウェイI」を開発生産し、その後は米レイセオン社がペイブウェイ・ファミリーを引き継いで4つのシリーズの開発生産を行っている。現在では、GPS/INS誘導方式のJDAMや小直径爆弾（SDB）といった新たな兵器の登場で、米国での誘導爆弾の主役の座を明け渡しつつある。
- 本項目では、ペイブウェイ全体を表わす時は「ペイブウェイ・ファミリー」として、ペイブウェイIなどの特定のグループを表わす時は「ペイブウェイ・シリーズ」として表記する。

### 開発
1964年に新型シーカー（索敵装置）の研究が開始され、1965年4月には米TI社が製作した近赤外線波長を探知するレーザーシーカーを取り付けられたM117 750ポンド爆弾での落下試験が開始された。アメリカ空軍はすぐに"Paveway"計画として本格的な開発契約をTI社に与えた。
1968年のベトナム戦争時に試験使用が行われた。信頼性に問題が出た以外は、命中精度も良く結果は良好とされた。

## 各シリーズ

### ペイブウェイI

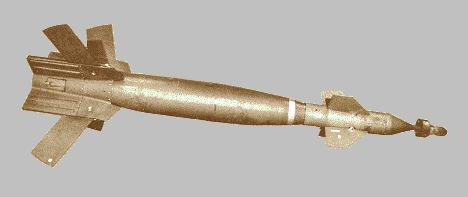
GBU-16

「ペイブウェイI」は、ペイブウェイ・ファミリーの最初のシリーズである。
いずれも既存の自由落下型の航空爆弾、「ダムボム」（Dumb bomb）にレーザー誘導装置を取り付けたものであり、以後のペイブウェイ・ファミリーはほとんどが同様の形態を採る。"GBU"（Guided Bomb Unit）で始まる制式名称が与えられている。
- GBU-10：Mk 84 2,000ポンド爆弾
- GBU-11：Mk118（英語版） 3,000ポンド爆弾
- GBU-12：Mk 82 500ポンド爆弾
- GBU-16：Mk 83 1,000ポンド爆弾

爆弾の先端には可動式のセミアクティブ・レーザー・シーカー部を備え、その直後に誘導制御を行うコンピュータ制御群（Computer control group, CCG）が収められた円筒部とその円筒部の側面4方向に取り付けられた4枚の操向用カナード翼を取り付けられている。爆弾の後端には固定式の4枚の安定用尾翼が取り付けられる。レーザー・シーカー部には円筒形の「ウェザー・ベーン」と呼ばれる整流板が備わっていた。

### ペイブウェイII
「ペイブウェイII」は、1974年より試作が始まり、1977年からはアメリカ空軍向けの量産が開始された。ペイブウェイIIファミリーは合計で100,000組以上が製造された。GBUで始まる制式名称はペイブウェイIIになってもペイブウェイIと同じものが使用された。
- GBU-10：Mk 84 2,000ポンド爆弾、またはBLU-109/B
- GBU-12：Mk 82 500ポンド爆弾
- GBU-16：Mk 83 1,000ポンド爆弾

爆弾後端の4枚の安定用尾翼は投下後に開く展張式に変えられ、輸送・保管や航空機への搭載を容易にした。ウェザー・ベーンはペイブウェイIIと同様に可動式であった。CEP（半数必中界）は6m（20フィート）程度とされた。

### ペイブウェイIII

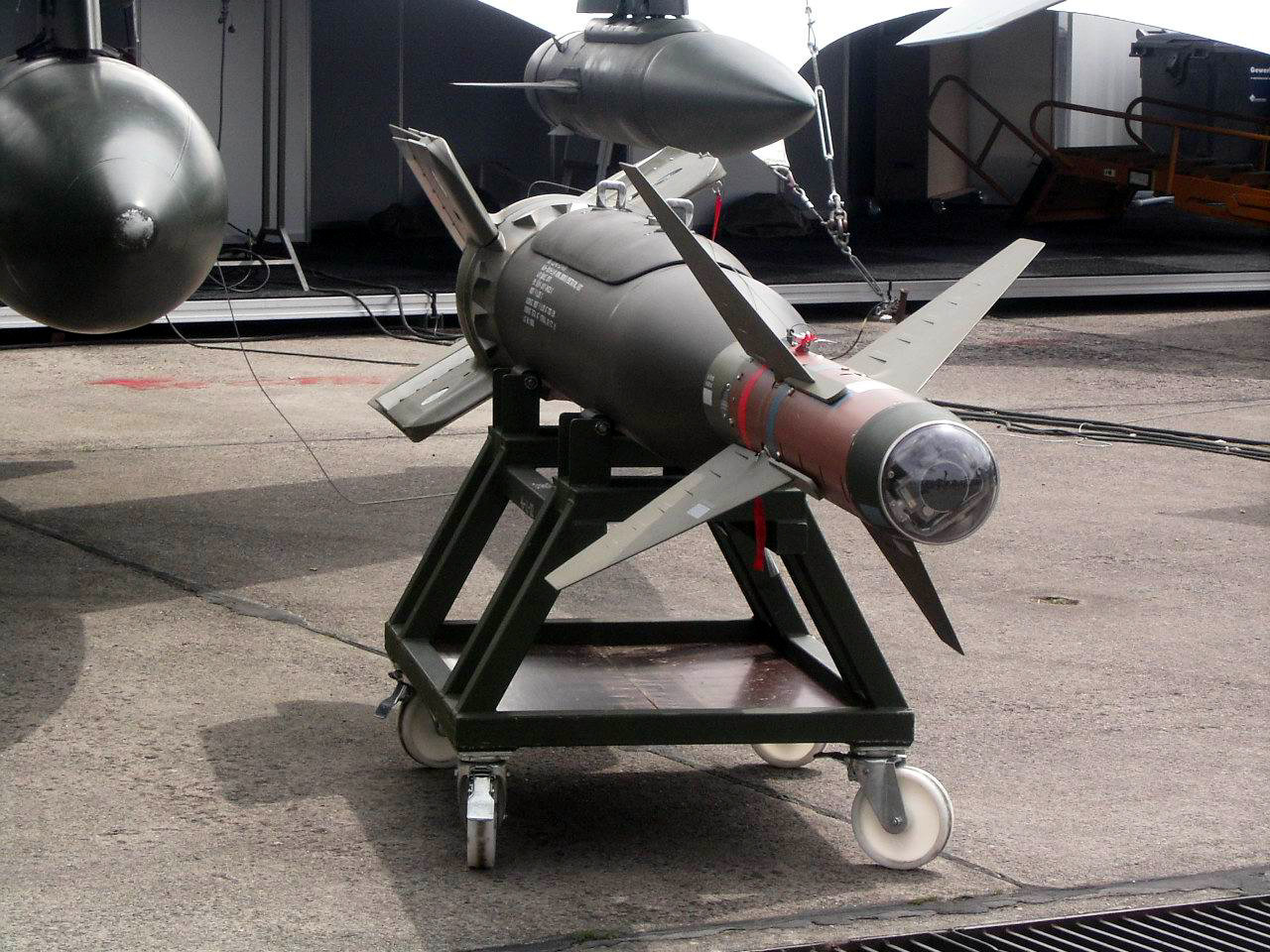
ペイブウェイIII
（ベルリン国際航空宇宙ショー2006において）

「ペイブウェイIII」は、ペイブウェイIIのシーカーが全面的に更新されたものである。1986年からアメリカ空軍で配備が始まった。ペイブウェイIIIファミリーは従来のペイブウェイIIファミリーより高価となったため、生産数はそれほど伸びず、結局合計で10,000組以上の製造数に留まった。代表的なGBU-24は多様な型が製作された。
- GBU-24：Mk 84 2,000ポンド爆弾　またはBLU-109 2,000ポンド爆弾
- GBU-27：BLU-109/B  2,000ポンド爆弾　またはBLU-116/B 2,000ポンド爆弾

ペイブウェイIとペイブウェイIIまでは可動式であった先端部は、シーカー受光部自身が広い視野を持ったためペイブウェイIIIからは固定式となり、ウェザー・ベーンも省かれた。

### 向上型ペイブウェイ

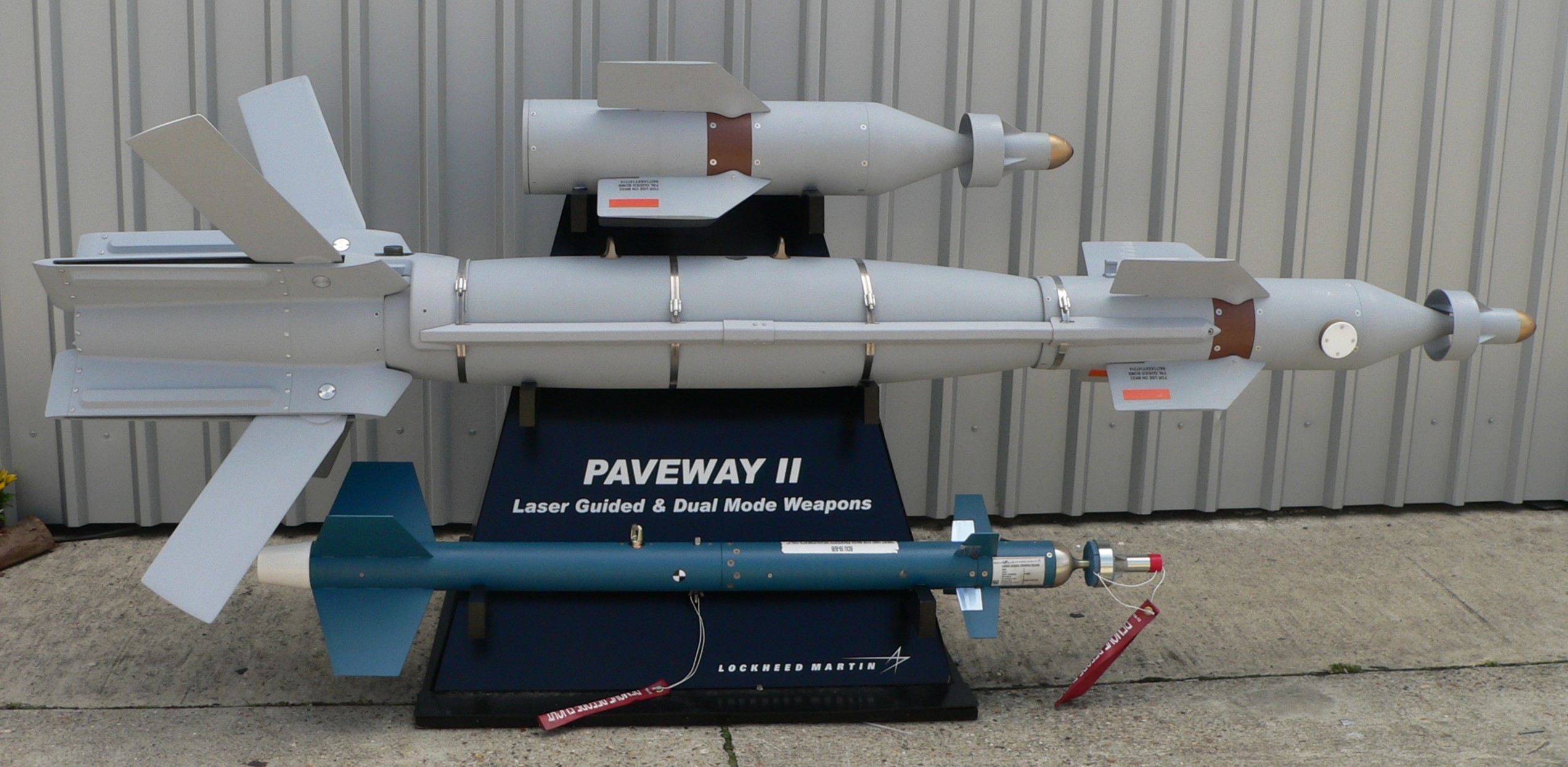
（図の上から下へ）2つのコンピュータ制御群、向上形GBU-12、レーザー誘導用訓練弾（パリ・エアショー2007において）

ペイブウェイIIとペイブウェイIIIは湾岸戦争でも使用され、精密誘導爆弾の有効性が実証されたが、雨・霧・砂塵といった天候や煙幕などの環境によって使用が制限され、爆撃目標点を観測手などが投下から着弾まで常にレーザー照射を続けなければならないといった運用上の制約が課題として浮かび上がった。
1990年代から誘導方法のバックアップ技術の開発が開始された、全地球測位システム援用慣性航法装置（GAINS）と呼ばれる、GPSとINSを組み合わせた誘導装置をレーザー誘導装置と組合わせて使用する技術が開発された。レイセオン社では、この技術に基づくペイブウェイをDMLGB（Dual Mode Laser Guided Bomb）と呼んで、向上型ペイブウェイII（Enhanced PavewayII）と向上型ペイブウェイIII（Enhanced PavewayIII）として新たなペイブウェイ・ファミリーを生み出した。
2003年よりアメリカ空軍での配備が開始された。イギリス向け輸出型にMk13/20（1,000ポンド爆弾）やMk82E（500ポンド爆弾）を弾体とする製品も存在する。制式名称はGBUの前に"Enhanced"を示す"E"が付けられ、"EGBU"となった。
向上型ペイブウェイII
- EGBU-10：Mk 84 2,000ポンド爆弾
- EGBU-12：Mk 82 500ポンド爆弾
- EGBU-16：Mk 83 1,000ポンド爆弾

向上型ペイブウェイIII
- EGBU-24：BLU-109/BLU-116 2,000ポンド爆弾
- EGBU-27：BLU-109 2,000ポンド爆弾
- EGBU-28：BLU-113/BLU-122 5,000ポンド爆弾

これらの誘導爆弾では、GPS/IMUのみ、レーザー誘導のみ、GPS/IMUとレーザー誘導の併用（GBU-28B/BとC/BだけはIMUのみも可能）という多様な誘導方式が選択できた。レーザー誘導式のJDAM（LJDAM）との違いは、LJDAMがGPS/INSによる誘導を主としているのに対してEGBUではレーザー誘導を主としている点で異なる。